# Limnophora spangleri
Limnophora spangleri är en tvåvingeart som beskrevs av Zielke 1971. Limnophora spangleri ingår i släktet Limnophora och familjen husflugor. Inga underarter finns listade i Catalogue of Life.